# Братовка (село)
Братовка — село Чаплыгинского района Липецкой области. Административный центр Братовского сельсовета.

## Географическое положение
Село расположено на берегу реки Ряса в 13 км на север от райцентра города Чаплыгин.

## История
Новознаменское, Братовка тож, до построения в нем отдельной церкви, в качестве деревни входило в состав прихода к с. Нарышкино. Первоначальное построение в том селе церкви в честь Знамения Пресвят. Богородицы относится к началу XVIII столетия. Построение каменной Знаменской церкви в приделами Покровским и Алексеевским начато помещиком Алексеем Фокичем Кареевым в 1791 г. В сентябре 1803 г. А.Ф. Кареев доносил епарх. начальству, что в новозданной каменной церкви оба придела освящены, а оставшаяся дер. церковь пришла в такую ветхость, что исправить ее уже не возможно, вследствие чего и просил дозволения разобрать ее, что ему и было дозволено. Школа существовала с 1877 года. 
В XIX — начале XX века село входило в состав Нарышкинской волости Раненбургского уезда Рязанской губернии. В 1906 году в селе было 277 дворов.
С 1928 года село являлось центром Братовского сельсовета Раненбургского района Козловского округа Центрально-Чернозёмной области, с 1954 года — в составе Липецкой области, с 1963 года — в составе Чаплыгинского района.

## Население
| 1859 | 1897  | 1906  | 2010 |
| ---- | ----- | ----- | ---- |
| 1504 | ↗1603 | ↗2094 | ↘399 |

## Инфраструктура
Филиал средней школы №1 им. Героя Советского Союза Кузнецова, детский сад, отделение почтовой связи. 

## Русская православная церковь
Недействующая Знаменская церковь (1791).